# Actinopus princeps
Espèce
Actinopus princeps est une espèce d'araignées mygalomorphes de la famille des Actinopodidae.

## Distribution
Cette espèce est endémique de l'État de Rio de Janeiro au Brésil,.

## Description
La femelle holotype mesure 16 mm
La femelle décrite par Miglio, Pérez-Miles et Bonaldo en 2020 mesure 23,24 mm.

## Systématique et taxinomie
Cette espèce a été décrite par Chamberlin en 1917.

## Publication originale
- Chamberlin, 1917 : « New spiders of the family Aviculariidae. » Bulletin of the Museum of Comparative Zoology, vol. 61, p. 25-75 (texte intégral).